# Mehmed I. Geraj
Mehmed I. Geraj (krimsko tatarsko ١ محمد كراى‎, I Mehmed Geray, turško I. Mehmed Giray, rusko Мехмед I Герай, Mehmed I Geraj,  ukrajinsko Мехмед I Ґерай, Mehmed I Geraj), znan tudi kot Veliki, je bil od leta 1515 do 1523 kan Krimskega kanata, * 1465, † 1523, Astrahan.
Bil je sin kana Menglija I. Geraja. Na krimski prestol je prišel po očetovi smrti leta 1515. Leta 1520 je sklenil začasno zavezništvo s poljskim kraljem in litovskim velikim vojvodom Sigismundom I. Starejšim proti Moskovski veliki kneževini. Leta 1521 je osvojil Kazan in za njegovega vladarja imenoval svojega brata Sahiba I. Geraja. Z veliko tatarsko vojsko je pri Moskvi  porazil velikega kneza Vasilija III. Ivanoviča.
Poročen je bil z Nurum Sultan Hatun, hčerko mangitskega poglavarja Hasan Bega. Umrl je leta 1523.

## Sklic
1. ↑  Страница не найдена. cidct.org.ua. Pridobljeno  16. oktobra  2016.